# Kapelle zum Heiligen Grab (Neunkirchen am Brand)

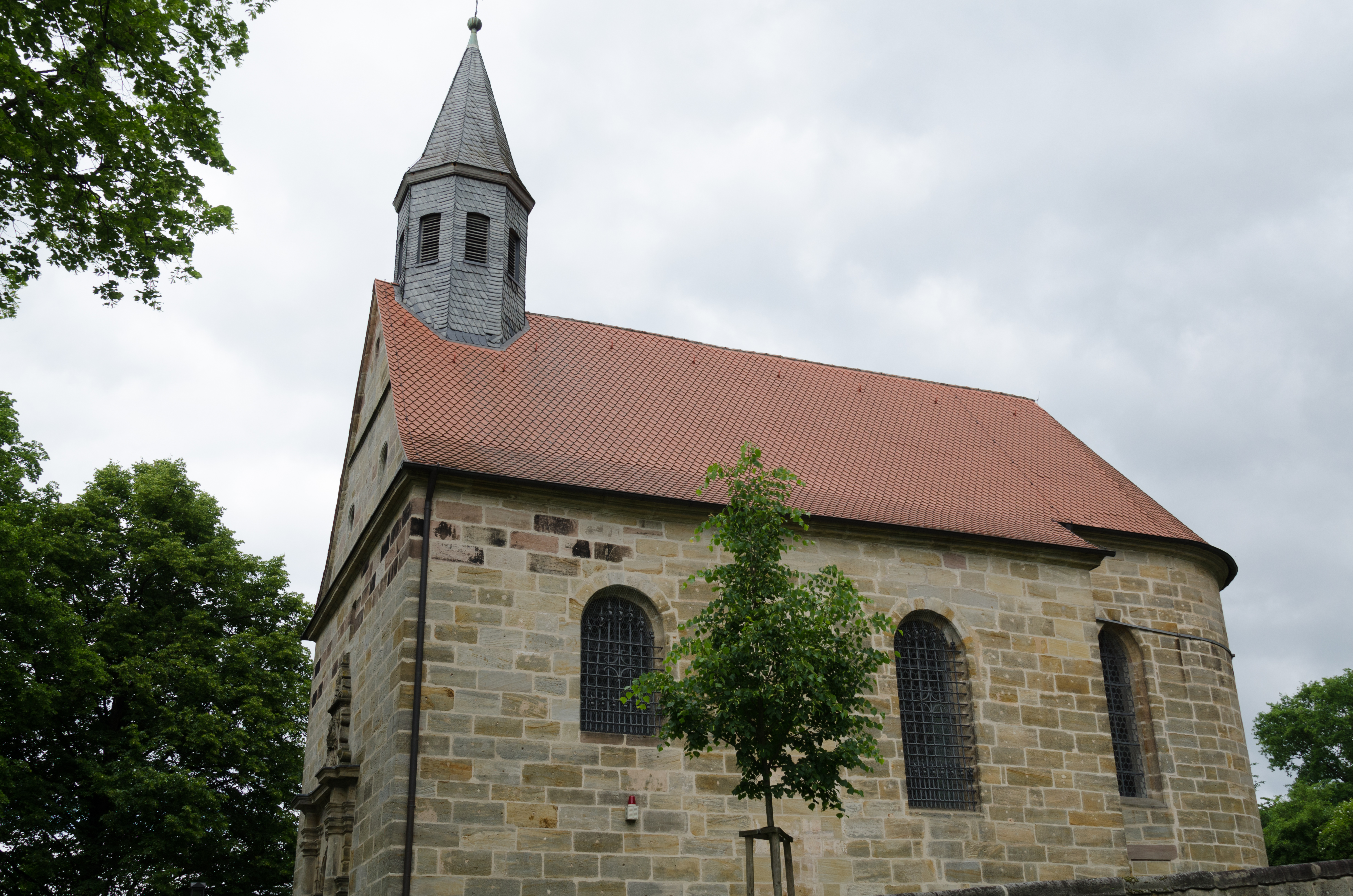
Kapelle zum Heiligen Grab in Neunkirchen am Brand

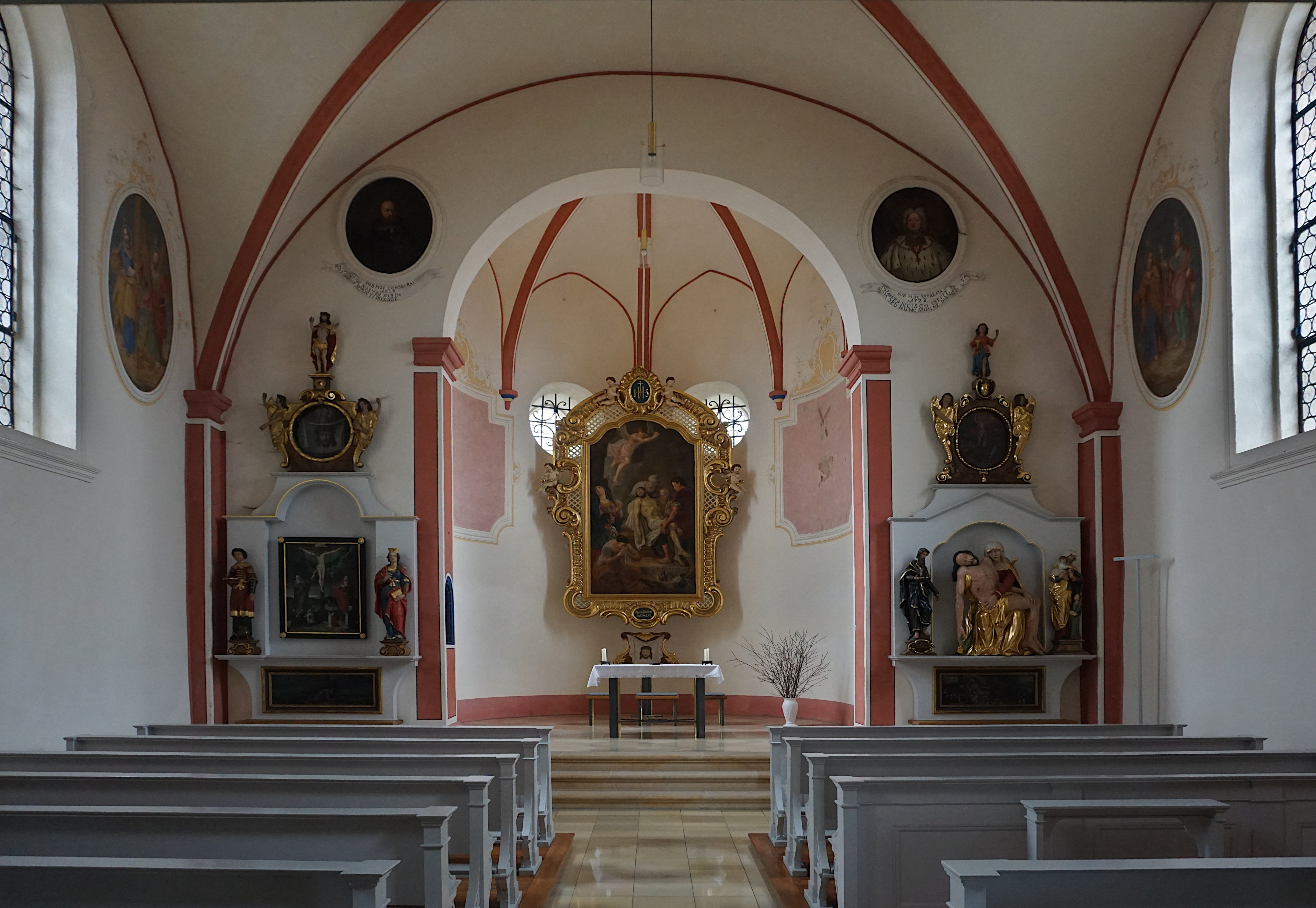
Innenraum der Kapelle

Die römisch-katholische, denkmalgeschützte Kapelle zum Heiligen Grab steht in Neunkirchen am Brand, einem Markt im Landkreis Forchheim (Oberfranken, Bayern). Das Bauwerk ist unter der Denkmalnummer D-4-74-154-55 als Baudenkmal in der Bayerischen Denkmalliste eingetragen. Die Kapelle gehört zum Seelsorgebereich Fränkische Schweiz im Dekanat Forchheim des Erzbistums Bamberg.

## Beschreibung
Der von den Augustiner-Chorherren 1355 gebaute Vorgängerbau wurde wegen Baufälligkeit 1623 abgebrochen. 1625–28 wurde nach einem Entwurf von Giovanni Bonalino eine neue Kapelle aus Quadermauerwerk errichtet und von Friedrich Förner konsekriert. Sie besteht aus einem Langhaus und einem eingezogenen Chor mit halbrundem Schluss im Osten, die im Innern mit Kreuzgewölben überspannt sind. Aus dem Satteldach des Langhauses erhebt sich im Westen ein achteckiger, schiefergedeckter Dachreiter, der den Glockenstuhl beherbergt, und auf dem ein spitzer Helm sitzt. Das Portal im Westen wird von zwei toskanischen Pilastern flankiert. In der Nacht vom 25. auf den 26. März 1958 wurde die Kapelle durch einen Brand fast völlig zerstört. Damals ging die barocke Kirchenausstattung beinahe gänzlich verloren. Lediglich das von Johannes Zick geschaffene Altarretabel des Hochaltars und die Statuen der Seitenaltäre blieben weitgehend unversehrt. Am 14. Mai 1961 wurde die Heilig-Grab-Kapelle wieder eröffnet. 